# Luwung (Mundu)
Luwung is een bestuurslaag in het regentschap Cirebon van de provincie West-Java, Indonesië. Luwung telt 4651 inwoners (volkstelling 2010).